# Парктроник
Парктроник (parktronic от англ.) или още APS (на английски: Acoustic Parking System, акустична система за паркиране) е широко разпространено маркетингово название на вградена система за подпомагане паркирането на автомобил. Парктрониците могат да бъдат с инфрачервени, ултразвукови и електромагнитни датчици – първите не се препоръчват, защото са ненадеждни при дъжд и зацапване. Електромагнитните са с голямо предимство пред другите два вида, защото не се налага пробиване на бронята и отчитат до 5-10 cm.